# Autoroute A4 (Suisse)
Pour les articles homonymes, voir Autoroute A4.
L'autoroute A4 est une autoroute de Suisse.

## Itinéraire
Elle part de la frontière allemande plus précisément à Bargen dans le canton de Schaffhouse en passant par Schaffhouse, Winterthour, Urdorf, Cham, Schwytz, et arrive à Brunnen dans le canton de Schwytz.
Elle est d'une longueur de 132 km.

## Ouvrages d'art
- Tunnel de Gubrist (3 273 m)
- Tunnel d'Islisberg (4 680 m)